# عبد العزيز بن إبراهيم الفيصل
عبد العزيز بن إبراهيم بن حمد الفيصل رئيس الشؤون الخاصة لخادم الحرمين الشريفين سلمان بن عبد العزيز آل سعود عُين بأمر ملكي بمرتبة وزير في 12 سبتمبر 2021.